# Daj vina gor
»Daj vina gor« je narodnozabavna polka ansambla Henček z Metko in Tomažem iz leta 1985. Glasbo je napisal Henrik Burkat, besedilo pa Ivan Sivec.

## Zasedba

### Produkcija
- Henrik Burkat – glasba
- Ivan Sivec – besedilo
- Berti Rodošek – producent, aranžma
- Borivoj Savicki – tonski snemalec

### Studijska izvedba
- Henrik Burkat »Henček« – diatonična harmonika
- Toni Burkat – bas kitara
- Tomaž Burkat – saksofon
- Milan Izgoršek? – béndžo
- Metka Kastrevc – vokal
- Tomaž Brank – vokal